# Lajos Détári
Lajos Détári (Budapest, 24 d'abril de 1963) és un antic futbolista hongarès de les dècades de 1980 i 1990 i entrenador.
Fou 61 cops internacional amb la selecció d'Hongria, amb la qual disputà la Copa del Món de futbol de 1986.
A nivell de clubs es formà a Honvéd Budapest, passant més tard a Eintracht Frankfurt, Olympiacos del Pireu, Bologna F.C. 1909, Ancona Calcio, Neuchâtel Xamax i VSE St. Pölten.
Posteriorment esdevingué entrenador. D'entre els clubs que dirigí en destaquen Budapest Honvéd, Szombathelyi Haladás o Ferencvárosi TC.

## Palmarès
Budapest Honvéd FC
- Lliga hongaresa de futbol: 1983-84, 1984-85, 1985-86
- Copa hongaresa de futbol: 1984-85

Eintracht Frankfurt
- DFB-Pokal: 1987-88

Olympiacos FC
- Copa grega de futbol: 1989-90

Individual
- Màxim golejador de la lliga hongaresa de futbol: 1985, 1986, 1987